# 德西雷·杜埃
德西雷·杜埃（法語：Désiré Doué，2005年6月3日—），法國職業足球運動員，司職左翼與中場，現效力法甲的巴黎圣日耳曼和法國國家足球隊。杜埃出自雷恩青訓系統。

## 俱樂部生涯
年僅五歲的杜埃在2011年加入雷恩的青訓營，他十年後在該俱樂部的B隊開始其職業生涯，並在同年2月開始隨一線隊訓練。2022年4月14日，杜埃與球會簽下個人首份職業合約，為期兩年。
2022年8月7日，杜埃在對上洛里昂的比賽中替補登場，達成個人法甲首秀，但未能幫球隊在主場扭轉0–1的敗局。他在24天後攻入其第一顆職業進球，助「紅黑軍」在主場以3–1擊敗布雷斯特，並憑此成為首位於歐洲五大聯賽進球的2005年出生球員。同年10月6日，杜埃在主場2–1戰勝基輔迪納摩的歐霸盃分組賽中，於89分鐘打進絕殺一球，也是其在歐戰的首球，該球也使他以17歲4個月04天之齡成為在歐洲俱樂部比賽中破門的最年輕法國球員。三天後，杜埃在對陣南特的布列塔尼德比中於83分鐘從板凳出發後不到一分鐘便攻進一記精彩的半窩利，助球隊以3–0奠定勝果。他在隨後的11月2日與雷恩續下一年合約，為期到2025年。
杜埃在2023年4月19日以1–3落敗予里昂的比賽中於第70分鐘替補上場，並在臨完場前的補時8分鐘遭到換下。賽後時任雷恩主帥布魯諾·熱內西奧批評其消極的表現：「講過一次仍犯尚算正常，第二次已經過多了，再有第三次就必須另覓措施 […] 這不代表我對他（杜埃）不抱任何信任，也不意味著他此後不會有輝煌的職業生涯。但有些事情更快改進會好一點」。在整個2022–23法甲球季中，杜埃總共上場29次，其中11次為先發登場。同年10月1日，他在新球季對上南特的比賽攻入其生涯首球，助「紅黑軍」以3–1全取三分。杜埃在隔年1月26日以左翼身份助攻馬丁·特雷爾先開紀錄，還自己打進一球，幫助球隊以3–2力克里昂。

## 國家隊生涯
儘管有資格代表象牙海岸，杜埃仍選擇為其出生地法國披甲上陣，並曾效力該國的U-17與U-19梯隊，還在2022年隨前者贏得歐洲U-17足球錦標賽冠軍，以及在2024年助後者打進歐洲U-19足球錦標賽。他亦在2023年10月13日對上波斯尼亞和黑塞哥維那的歐洲U-21足球錦標賽外圍賽分組賽中亮相，但卻在終場哨響前領到兩張黃牌而被罰下場。
2024年3月22日，杜埃入選法國國奧隊（U-23），並在對上象牙海岸的友賽中梅開二度，助「高盧雄雞」以3–2旗開得勝。

## 比賽風格與評價
杜埃的偏好位置是進攻中場，但有著萬金油屬性的他能勝任中場的所有位置，甚至根據陣式需要充當翼鋒或前鋒。作為一位具顯著速度、敏捷性和加速能力，外加出色的運球、射門和助攻技術的B2B組織核心，其往往能夠在各項比賽中成為強大的進攻威脅。《The Athletic》主攻球員分析的體育記者利亞姆·塔姆（Liam Tharme）指出杜埃的強項在於盤帶，在歐洲五大聯賽的2022–23賽季中，他的帶球能力在所有中場球員中排名前2%，其中有效持球（3.4/90次）與盤帶成功次數（3.9）分別位居前5%和1%。ESPN則形容其是一位「真正的表演者」，腳下滿是旨在動搖對手的花招和技巧。儘管多出現在進攻球員的位置，杜埃亦因勇於回防一事而備受稱讚，在法甲中能平均每場鏟斷超過3次，能交出此數據的聯賽中場球員只有6%。
杜埃的優秀創造力與運動能力使人聯想起同為「紅黑軍」青訓出身，現為皇家馬德里的中場愛德華多·卡馬文加。前雷恩主教練熱內西奧給予前者高度的評價，稱這位法國新星已經具備強壯的身體素質，並進一步稱讚道：「他（杜埃）的比賽閱讀能力非常好，就技術方面而言，右腳還是逆足的左腳運用起上來皆完美無缺、控制自如。在球場外，他就像夢一般美好：從容、冷靜、具領導氣質，同時樂於發問，對工作的態度既悠閑自得，又認真負責。心態上，他已經是一位職業球員了」。在2023年夏加盟「紅黑軍」的中場老將内马尼亚·马蒂奇形容杜埃有很大的潛力。

## 個人生活
杜埃在2005年6月3日出生於法國曼恩-盧瓦爾省首府昂熱，擁法國與科特迪瓦雙國籍，他的哥哥蓋拉和兩位表哥馬克-奧利維耶、揚·格博奧皆是職業足球員，三者現時分別效力雷恩、西乙的埃登斯及同屬法甲的圖盧茲。

## 生涯數據
最後更新：2024年6月7日
| 俱樂部   | 球季     | 聯賽     | 聯賽 | 聯賽 | 盃賽 | 盃賽 | 州際賽 | 州際賽 | 總計 | 總計 |
| 俱樂部   | 球季     | 聯賽     | 上陣 | 進球 | 上陣 | 進球 | 上陣   | 進球   | 上陣 | 進球 |
| -------- | -------- | -------- | ---- | ---- | ---- | ---- | ------ | ------ | ---- | ---- |
| 雷恩B隊  | 2021–22  | 法丙     | 10   | 1    | —    | —    | —      | —      | 10   | 1    |
| 雷恩B隊  | 2023–24  | 法丙     | 1    | 0    | —    | —    | —      | —      | 1    | 0    |
| 雷恩B隊  | 總計     | 總計     | 11   | 1    | —    | —    | —      | —      | 11   | 1    |
| 雷恩     | 2022–23  | 法甲     | 26   | 3    | 1    | 0    | 7      | 1      | 34   | 4    |
| 雷恩     | 2023–24  | 法甲     | 31   | 4    | 5    | 0    | 6      | 0      | 42   | 4    |
| 雷恩     | 總計     | 總計     | 57   | 7    | 6    | 0    | 13     | 1      | 76   | 8    |
| 生涯總計 | 生涯總計 | 生涯總計 | 87   | 9    | 6    | 0    | 13     | 1      | 87   | 9    |

1. ↑  歐會盃
2. ↑  歐霸盃

## 榮譽

### 俱乐部
巴黎圣日耳曼
- 法國甲組足球聯賽冠军: 2024–25
- 法國杯冠軍：2024
- 欧洲冠军联赛冠軍：2024-25
- 歐洲超級盃冠軍：2025

### 國家隊
法國U17
- 歐洲U-17足球錦標賽：2022

## 外部連結
- Soccerway資料庫：德西雷·杜埃
- 足球数据库：德西雷·杜埃的球员统计数据
- FFF個人資料 （页面存档备份，存于）